# Ludwig Büchner
Ludwig Büchner (ur. 29 marca 1824 w Darmstadt, zm. 30 kwietnia 1899 tamże) – niemiecki filozof, fizjolog i lekarz. Przedstawiciel XIX-wiecznego materializmu, zwłaszcza naturalizmu.

## Życiorys
Urodził się 29 marca 1824 w Darmstadt, a jego starszym bratem był pisarz Georg Büchner. Wykładał medycynę na Uniwersytecie w Tybindze, gdzie w 1855 roku opublikował swoje magnum opus Kraft und Stoff: Empirisch-naturphilosophische Studien. Wywołał on taki protest społeczności akademickiej, że zmuszony był odejść z uczelni i powrócił do rodzinnego miasta.
Jego materialistyczna interpretacja wszechświata opowiadała się za odrzuceniem Boga, stworzenia, religii i wolnej woli oraz za przedstawieniem umysłu i świadomości jako fizycznych stanów mózgu, wytwarzanych przez poruszającą się materię. Jego obrona ateizmu i atomizmu oraz zaprzeczanie wszelkiemu rozróżnieniu między umysłem a materią (Natur und Geist wydane w 1857) odwoływały się mocno do wolnomyślicieli, ale materialiści dialektyczni potępili jego akceptację dla konkurencyjnego kapitalizmu, który Büchner uważał za przykład darwinowskiej „walki o przetrwanie”. Ludwig Büchner zmarł 30 kwietnia 1899 roku w Darmstadt.